# Terminalia basilei
Terminalia basilei är en tvåhjärtbladig växtart som beskrevs av Emilio Chiovenda. Terminalia basilei ingår i släktet Terminalia och familjen Combretaceae. Inga underarter finns listade i Catalogue of Life.